# 強制アクセス制御
強制アクセス制御（きょうせいアクセスせいぎょ、英語: mandatory access control, MAC）は、コンピュータを不正な利用から守るシステム制御の一つ。ユーザはプロセス、ファイル、システムデバイスといったリソースへアクセスする権限を全て自由に制御できず管理者から一定の強制を受ける。
最も重要な特徴は、ユーザ自身が作ったリソースに完璧にアクセスできるわけではないということである。管理者によってセットされるシステムセキュリティポリシーが許可されるべきアクセスを全て決定づけ、ユーザが自分のリソースに対するアクセス制限を管理者が指定したものより緩和することは許されていない。
一方、任意アクセス制御においてはユーザに認められたリソースへのアクセスはユーザに全て委ねられているので、事故や悪意によって、権限のないユーザにアクセスを許可することがある。
この制御は、常時発動され、不正書き換えできないと言う意味で「強制」といわれる。